# Вооружённые силы Пакистана
Вооружённые силы Исламской Республики Пакистан (урду پاک مسلح افواج‎, англ. Pakistan Armed Forces) — военная организация Исламской Республики Пакистан, предназначенная для обороны Республики, защиты свободы и независимости государства, одно из важнейших орудий политической власти.
Вооружённые силы Пакистана занимают 7-е место в мире по численности личного состава. Пакистанские вооружённые силы образовались, после того как страна получила независимость от Британской империи в 1947 году и образовала своё государство. С момента обретения независимости вооружённые силы Пакистана принимали участие в 4 войнах с соседней Индией и в пограничном конфликте с Афганистаном. Пакистанские дивизии и бригады присутствовали в некоторых арабских странах во время арабо-израильских войн, а также участвовали в вооружённых действиях на стороне коалиции в первой войне в Персидском заливе. В настоящее время идут бои против талибов на северо-западе Пакистана. В данном регионе проводились крупные воинские операции, такие как Взятие Ваны и Наступление в Оракзаи. Помимо конфликтов, вооружённые силы Пакистана принимают активное участие в миссиях ООН. Верховным главнокомандующим вооружённых сил Пакистана является Президент Пакистана.

## Общие сведения
Вооружённые силы Исламской Республики Пакистан обладают значительным внутриполитическим влиянием, в том числе сильным голосом в политике безопасности. Пакистанские ядерные и обычные вооружённые силы традиционно были ориентированы и структурированы против потенциальной угрозы со стороны Индии. Однако с 2008 года борьба с повстанцами и терроризмом приобретает всё большее значение и является главной задачей сил. Хотя антитеррористическая операция под руководством армии позволила повысить уровень внутренней безопасности, террористические нападения продолжаются. Вооружённые силы играют важную роль в ликвидации последствий стихийных бедствий и хорошо практикуются в таких операциях. Китай является главным оборонным партнёром Пакистана, и все три вида вооружённых сил используют большое количество китайского вооружения и военной техники. Военное сотрудничество с США ограничено санкциями, направленными на улучшение сотрудничества в борьбе с терроризмом. Вербовка призывного контингента хорошая, удержание высокое, а силы хорошо обучены. Сухопутные войска и Военно-воздушные силы имеют значительный оперативный опыт, накопленный за десятилетие операций по борьбе с повстанцами в зоне племён Пакистана. Крупные инвестиции делаются в обеспечение безопасности на границе с Афганистаном, включая увеличение численности военизированного Пограничного корпуса. Продолжаются крупные инвестиции в военные ядерные программы, включая испытания крылатой ракеты морского базирования (КРМБ), обладающей ядерным потенциалом. Военно-воздушные силы модернизируют свой арсенал, одновременно совершенствуя возможности высокоточного удара и разведки. Недавние и, вероятно, будущие военно-морские инвестиции в поставляемые Китаем фрегаты, ракетные корабли и подводные лодки улучшат возможности морского противодействия. Отечественная оборонная промышленность экспортирует оборонную технику, оружие и боеприпасы. Существует значительное оборонно-промышленное сотрудничество с Китаем, в частности в рамках совместной разработки боевых самолётов JF-17.
| Вооружённые силы Пакистана                                     | Вооружённые силы Пакистана |
| -------------------------------------------------------------- | --- |
| Виды вооружённых сил:                                          | Сухопутные войска (включая Национальную гвардию), Военно-морские силы (включая морскую пехоту), Военно-воздушные силы Береговая охрана Межведомственная разведка                                      |
| Призывной возраст и порядок комплектования:                    | Вооружённые силы Пакистана комплектуются на добровольной основе лицами мужского пола, в возрасте от 17 до 23 лет; по состоянию на 2009 год, во флоте и авиации Пакистана есть женщины-военнослужащие. |
| Человеческие ресурсы доступные для воинской службы:            | мужчины в возрасте 16—49: 45 829 360 человек женщины в возрасте 16—49: 41 716 682 человек (2010 год, оценочно)                                                                                        |
| Человеческие ресурсы пригодные для воинской службы:            | мужчины в возрасте 16—49: 35 774 936 человек женщины в возрасте 16—49: 34 572 451 человек (2010 год, оценочно)                                                                                        |
| Человеческие ресурсы ежегодно достигающие призывного возраста: | мужчины: 2 144 574 человек женщины: 2 000 479 человек (2010 год, оценочно) |
| Военные расходы — процент от ВВП:                              | 3 % (2006 год) — 46 место в мире |

## Организационная структура

### Сухопутные войска Пакистана
Старейшая и наиболее многочисленная часть вооружённых сил Пакистана, которая отвечает за проведение наземных военных операций.

### Военно-морские силы Пакистана
Пакистанский флот насчитывает около 24000 персонала, и ещё 5000 находится в резерве. ВМС включает в себя небольшой отдел военно-морской авиации и около 2000 членов военизированной Береговой охраны, которая защищает исключительную экономическую зону Пакистана. ВМС включают в себя также Группу специального назначения коммандос, а также подразделение морской пехоты, которые располагаются в городе Карачи. Бойцы спецназа и морские пехотинцы, вместе составляют около 2000 личного состава . Пакистанский флот, в последнее время, начал задействовать женщин на боевых позициях и на административных должностях, став одним из немногих флотов исламских республик, которые сделали это.

### Военно-воздушные силы Пакистана
В ВВС служат 65 000 солдат и офицеров (включая 3 000 пилотов). Есть около 925 боевых, транспортных и учебных самолётов.

### Береговая охрана Пакистана
Во главе батальонов стоят офицеры в звании подполковника, прикомандированные из армии. Батальоны расположены в следующих городах:
- 1-й батальон, Утхал
- 2-й батальон, Коранги
- 3-й батальон, Гвадар
- 4-й батальон, Пасни

### Спецслужбы Пакистана
Межведомственная разведка с 1948 года располагает штаб-квартирой в Исламабаде.

## Конституция Пакистана. Глава 2: Вооружённые силы
Пакистанская армия отвечает за проведение военных операций. Глава 2 часть XII Пакистанской Конституции следующим образом определяет цель и назначение вооружённых сил:
- Под управлением федерального правительства, вооружённые силы будут защищать Пакистан от внешней агрессии или угрозы войны.
- При необходимости вооружённые силы Пакистана обязаны оказать помощь гражданским властям в рамках правовых норм.

## История

### 1947—1958
После раздела Британской Индии, Пакистан получил шесть танковых, восемь артиллерийских и восемь пехотных полков, Индии же досталось 12 танковых, 40 артиллерийских и 21 пехотных полков. Опасаясь, что Индия захватит Кашмир — иррегулярные силы кашмирцев: скауты и племенные группы выступили против Махараджа Кашмира в 1947 году. Это привело к индо-пакистанской войне 1947 года. Регулярные части вооружённых сил Пакистана стали участвовать в конфликте позже, но были остановлены после того как начальник штаба Армии, британский офицер Франк Мессерви, отказался подчиняться приказам пакистанского лидера Джинны. После прекращения огня произошло вмешательство ООН. Пакистан занял северо-западные части Кашмира, а Индия все остальные.
В мае 1954 года в Карачи между США и Пакистаном было подписано двустороннее соглашение о военной помощи.
В 1950-е годы, после подписания с США и Великобританией 2 договоров о взаимной обороне вооружённые силы Пакистана получили значительные объёмы военной и экономической помощи.
В 1954 году Пакистан вступил в блок под названием Багдадский пакт, который позже стал называться Организация центрального договора. Также Пакистан вступил в Организацию договора Юго-Восточной Азии.

### 1958—1969
Первый раз вооружённые силы захватили власть в Пакистане в 1958 году, когда генерал Айюб Хан пришёл к власти в результате бескровного переворота. Напряжённость в отношениях с Индией продолжалась и в 1960-х, когда начали происходить перестрелки на границе. В 1965 году Пакистан начинает Операцию Гибралтар, это была попытка захватить Кашмир, которая по итогу вылилась в Индо-пакистанскую войну 1965 года. После того как вооружённые силы Пакистана проникли на территорию соседнего государства, Индия начала масштабное контрнаступление и в результате 3-х недельных боёв вмешалось ООН. Индией и Пакистаном была подписана Ташкентская декларация, в результате войны не произошло каких-либо территориальных изменений.
В 1969 году произошло восстание против генерала Айюб Хана, в результате Айюб Хан оставил свой пост президента в пользу генерала Яхья Хана.

### 1969—1977
Во время правления генерала Яхья Хана, бенгальский народ Восточного Пакистана протестовал против различных политических и экономических условий, которые были установлены для них Западным Пакистаном. В итоге массовые гражданские беспорядки вспыхнули в Восточном Пакистане. Хотя вооружённые силы пытались подавить восстание и убийства десятков тысяч граждан бенгальскими повстанцами, но количество инцидентов, связанных с нарушениями прав человека, не уменьшалось. Индия оказала помощь борцам за независимость Бангладеш и произвела вторжение в Восточный Пакистан в декабре 1971 года. Положение пакистанские военных в Восточном Пакистане было очень тяжёлым, 16 декабря 1971 года около 90 тысяч солдат и гос. служащих Западного Пакистана сдались в плен Индийской Армии. В их числе было около 55 тысяч военнослужащих и около 35 тысяч государственных и гражданских служащих. Восточный Пакистан откололся от Западного Пакистана, и стал независимым государством под названием Народная Республика Бангладеш.

### 1977—1999

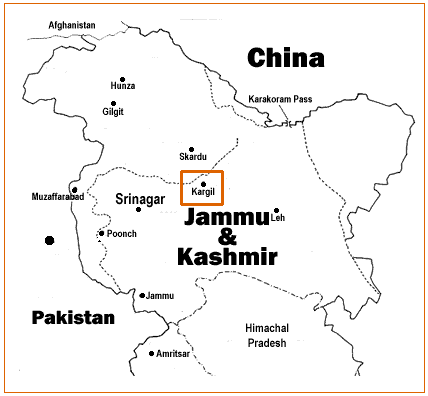
Каргил.

В 1977 году вооружённые силы Пакистана совершили ещё один государственный переворот и к власти пришёл генерал Мухаммед Зия-уль-Хак. Зульфикар Али Бхутто был признан виновным в убийстве политика по имени Касури. В итоге Зульфикара повесили, а его дочь Беназир посадили в тюрьму. Зия-уль-Хак не выполнил своё обещание о проведении демократических выборов в течение 90 дней, и управлял страной в качестве военного диктатора вплоть до своей смерти в авиакатастрофе в 1988 году.
Вооружённые силы Пакистана также помогли правительству Саудовской Аравии в восстановлении контроля над Кааба с помощью французских коммандос. Также пакистанцы помогли саудитам отбить у повстанцев мечеть, в ходе боёв были убиты 250 террористов и 600 было ранено. Пакистанцы приняли участие в этой операции после того как Саудовская Аравия провалила штурм собственными силами, потеряв 127 солдат.
В середине 1970-х годов вооружённые силы Пакистана принимали участие в борьбе с восстанием в Белуджистане. Различные группировки белуджи, хотели независимости или по крайней мере большей автономии в Пакистане. Против сепаратистов были начаты военные действия по приказу правительства Зульфикара Бхутто, но вооружённые силы понесли немалые потери. Когда Бхутто был свергнут, восстание было окончательно подавлено и провинция вернулась к нормальной жизни.
В 1981 году США оказали Пакистану военно-экономическую помощь в объёме 3,2 млрд долларов.
В 1992—1995 годы военный контингент Пакистана участвовал в миротворческой операции ООН в Сомали.

### 1999 — по настоящее время
В Пакистане было три успешных военных переворота.

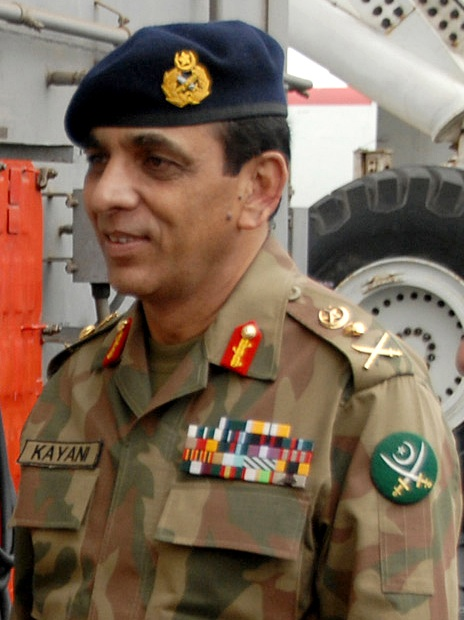
Генерал Ашфак Парвез Кайани.

В октябре 1999 года вооружённые силы Пакистана уже в четвёртый раз в своей истории, свергли демократически избранное правительство. Это повлекло за собой дополнительные экономические санкции в отношении Пакистана. В результате бескровного переворота, к власти пришёл генерал Первез Мушарраф. Мушарраф ушёл с поста президента в августе 2008 года. 30 июля 2009 года Верховный суд Пакистана постановил, что введение генералом Мушаррафом режима чрезвычайного положения в 2007 году, являлось неконституционным.
После 11 сентября 2001 года, Пакистан присоединился к возглавляемой США войне с террором и помог вооружённым силам Соединённых Штатов в борьбе с «Талибаном» — немедленно отправив 72 000 солдат на западную границу Пакистана с целью взять в плен или ликвидировать боевиков Талибана и Аль-Каиды, которые бежали из Афганистана.
На северо-западном фронте Пакистан держал гарнизон войск на военных базах и фортах в районах проживания племён. В мае 2004 года произошли столкновения между пакистанскими войсками и Аль-Каидой, к которой присоединились другие боевики из числа местных жителей. Тем не менее, наступление Пакистана против талибов в Вазиристане было плохо скоординировано и вооружённые силы понесли немалые потери, к тому же Пакистан не форсировал события и оказывал слабую финансовую поддержку наступлению.
Война с Талибаном оставалась позиционной вплоть до 2009 года. В 2009 году пакистанская армия перешла в фазу активного наступления и оно принесло свои плоды. Талибы оставляли один укреплённый форт за другим и несли тяжёлые потери. 30-тысячная группировка вооружённых сил выдвинулась в трёх направлениях на Южный Вазиристан. Талибы оказались не в силах противостоять пакистанцам и проиграли сражение за этот регион. Южный Вазиристан вернулся в конституционное поле страны. В марте 2010 года начались тяжёлые бои за другую мятежную провинцию — Оракзай. Талибан потерял уже свыше 2000 боевиков и отступает с Оракзаи в сторону последней части своего самопровозглашенного государства — Северный Вазиристан. В настоящее время вооружённые силы Пакистана перегруппировываются для того чтобы выбить талибов со всей территории Пакистана.
В Белуджистане, в 2005 году произошли небольшие столкновения между сепаратистами и войсками Пакистана. Белуджи и их вождь Наваб Акбар Бугти требовали большей автономии для Белуджистана, большей компенсации за ресурсы, используемые Пакистаном и критиковали правительство за отсутствие финансирования региона. В результате спецопераций пакистанского спецназа практически все лидеры белуджей были уничтожены, сейчас конфликт вялотекущий и вооружённые столкновения очень редки.

## Военизированные формирования
Военизированные формирования:
- Национальная гвардия Пакистана — 185 000[23]
- Пограничный корпус — 80 000[23]
- Пакистанские рейнджеры — 35 000[23]

## Ядерное оружие
Предположительно Пакистан располагает несколькими десятками ядерных боеголовок. 28 и 30 мая 1998 года Пакистан произвёл испытания на полигоне Чагай от 2 до 7 ядерных взрывных устройств мощностью от 12 до 45 кТ.
Стратегические ядерные силы находятся под управлением Совета национальной обороны (National Command Authority). Его возглавляет премьер-министр Пакистана. Кроме того, сбором информации и её анализом для нанесения ответного удара занимается Управление стратегического планирования (Strategic Planning Directorate). Обеспечение охраны объектов ядерной инфраструктуры висит на Отделе стратегического планирования (Strategic Plans Division). Все три организации независимы и напрямую подчиняются высшему руководству страны (правительству).
Средства доставки ядерного оружия находятся в ведении трёх командований стратегических сил в составе каждого вида вооружённых сил Пакистана: Командование стратегических сил СВ (Army Strategic Forces Command), Командование стратегических сил ВВС (Air Force Strategic Command) и Командование стратегических сил ВМС (Naval Strategic Forces Command).
Командование стратегических сил СВ включает в себя 21-ю (г. Пано Экил (Pano Aqil)) и 22-ю артиллерийские дивизии (г. Саргодха). Дивизии вооружены шахтными баллистическими ракетами малой и средней дальности «Гаури», «Газнави», «Шахин» и ПГРК малой дальности «Абдали».
Командования стратегических сил ВВС и ВМС находятся в зачаточном состоянии и собственных средств доставки ядерного оружия на 2019 год не имеют.

## Международное сотрудничество
Пакистанские вооружённые силы, внесли наибольший, по численности военнослужащих, вклад в миротворческие миссии Организации Объединённых Наций. Более чем 10,000 пакистанских военнослужащих были отправлены в горячие точки по всему миру.
20 ноября 2014 году с визитом в Пакистан прибыл министр обороны России Сергей Шойгу. Он провёл встречу со своим пакистанским коллегой, в ходе которой они подписали соглашение о военном сотрудничестве.

## Участие в миротворческих операциях ООН
Вооружённые силы страны принимают участие в миротворческих операциях ООН. Потери во всех миротворческих операциях ООН с участием страны составили 166 человек погибшими.
| Дата                          | Место дислокации      | Миссия |
| ----------------------------- | --------------------- | --- |
| С августа 1960 по май 1964    | Конго                 | Пакистанские войска являлись частью операций ООН в Конго (ОНУК). Их миссия заключалась в обеспечении прикрытия вывода бельгийских колониальных войск и помощь в осуществлении плавного перехода Конго на самоуправление. |
| С октября 1962 по апрель 1963 | Западная Новая Гвинея | Более 600 пакистанских военнослужащих являлись частью контингента ООН, который был развернут в целях обеспечения плавного вывода голландских колониальных войск из Западной Новой Гвинеи, после которого правительство Индонезии взяло данный регион под свой контроль. |
| Март 1991                     | Кувейт                | После войны в Персидском заливе, Пакистанский инженерный корпус Сухопутных войск осуществлял восстановление инфраструктуры на кувейтском острове Бубиян, который расположен к северу от столицы Кувейта. |
| С марта 1992 по март 1996     | Босния и Герцеговина  | Пакистан выделил два батальона сухопутных войск для обеспечения безопасности и защиты различных агентств ООН, организаций и сотрудников, работающих там, а также предоставил гуманитарную помощь и медицинское обслуживание для местного населения. |
| С апреля 1992 по март 1995    | Сомали                | Пакистан выделил свыше 7200 военнослужащих для гуманитарной миссии ООН в Сомали. Они активно участвовали в поддержании мира, оказании гуманитарной помощи населению в регионе, участвовали в боестолкновениях с боевиками. 39 пакистанских миротворцев погибли в боях с сомалийскими повстанцами. Пакистанские миротворцы также сыграли важную роль в спасении военнослужащих США, когда они попали в окружение боевиков во время Сражения в Могадишо. |
| С мая 1996 по август 1997     | Словения              | Пакистан отправил 1000 военнослужащих сухопутных войск в расположение Временной администрации ООН в Восточной Словении. Они обеспечивали безопасность, и не допускали дальнейших боевых действий между сербами и хорватами. |
| 2003 год                      | Гаити                 | Солдаты вооружённых сил Пакистана участвовали в данной миссии ООН. |
| С января 2001 по январь 2004  | Восточный Тимор       | Пакистан отправил 2000-й контингент войск, в который вошёл инженерный батальон. Данный батальон помогал правительству Восточного Тимора разминировать территорию после Гражданской войны. |
| С июня 2003 по декабрь 2004   | Сьерра-Леоне          | 1500 солдат вооружённых сил Пакистана участвовали в данной миссии ООН. |
| С января 2005 по декабрь 2006 | Бурунди               | 2000 солдат вооружённых сил Пакистана участвовали в данной миссии ООН. |
| С мая 2006 по настоящее время | Либерия               | 1600 солдат вооружённых сил Пакистана участвуют в данной миссии ООН. |

## Галерея

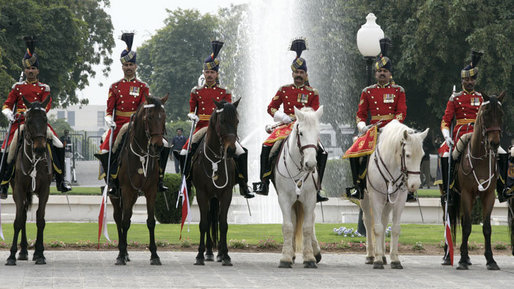
Кавалерийская гвардия
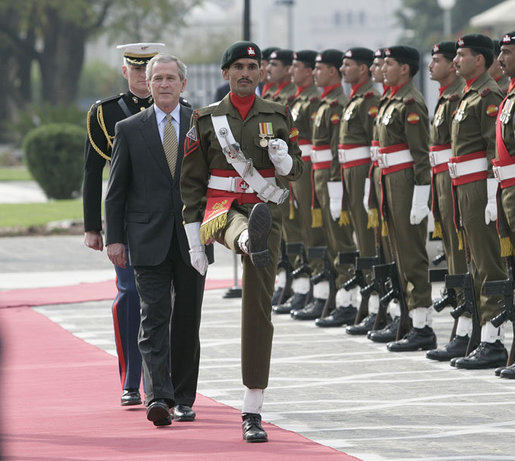
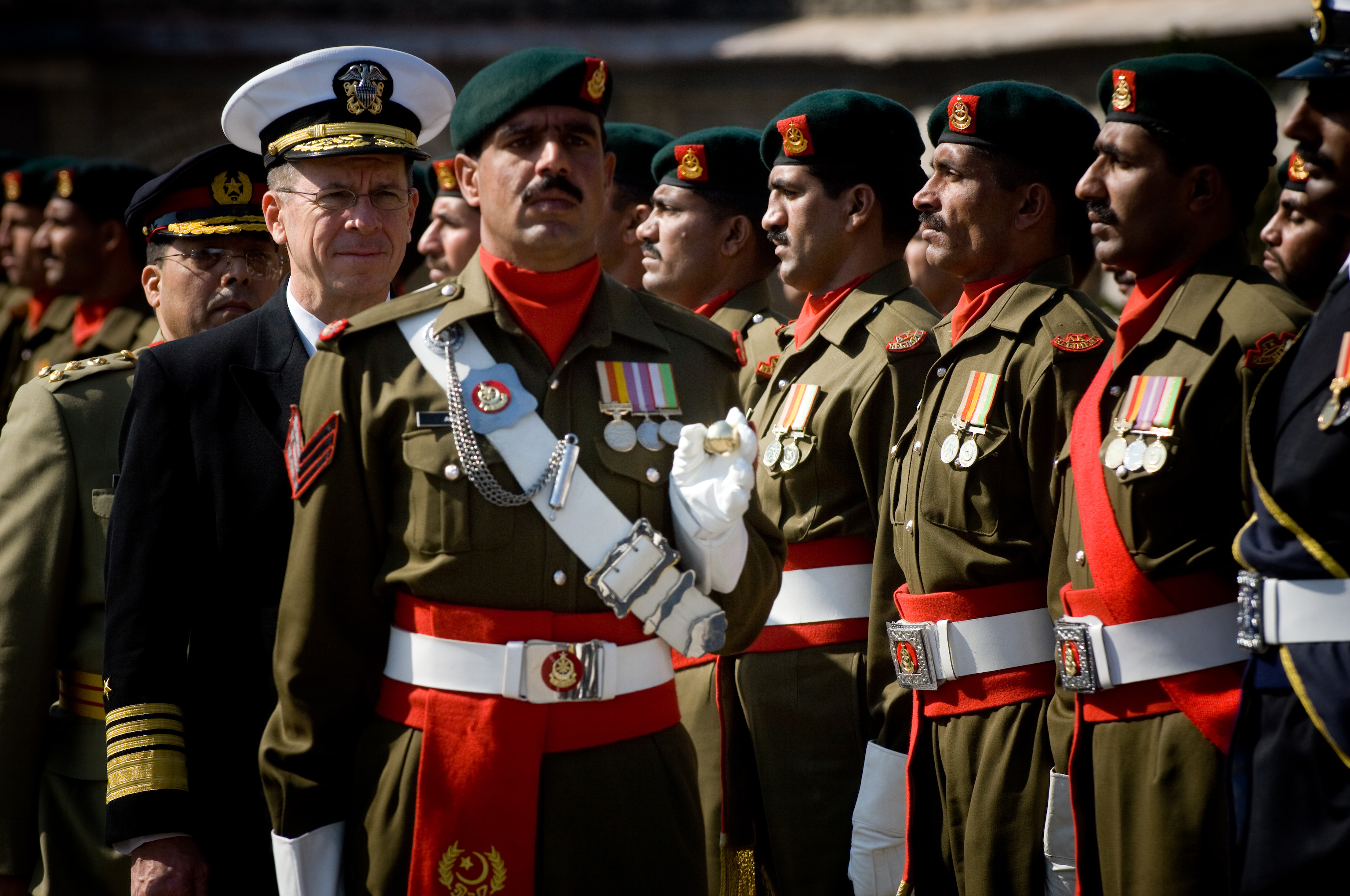
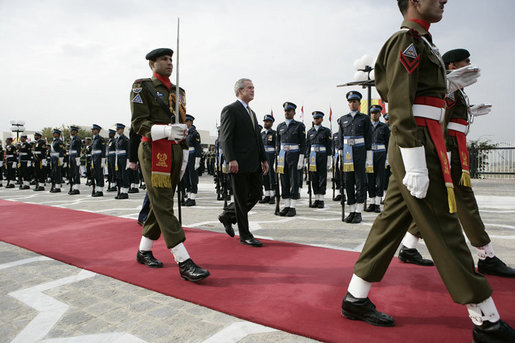
Пакистанский MG3
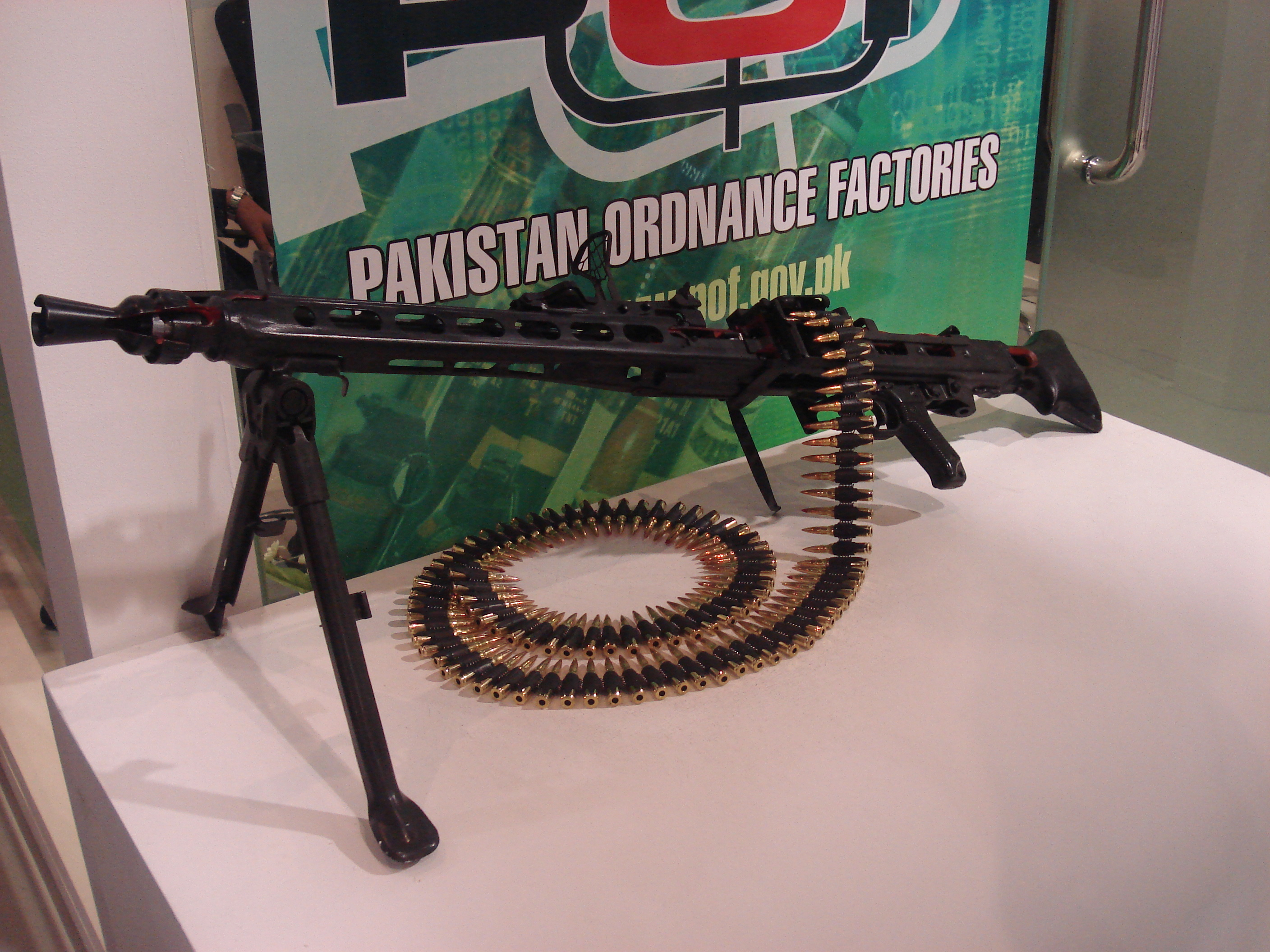
Пакистанский MG3
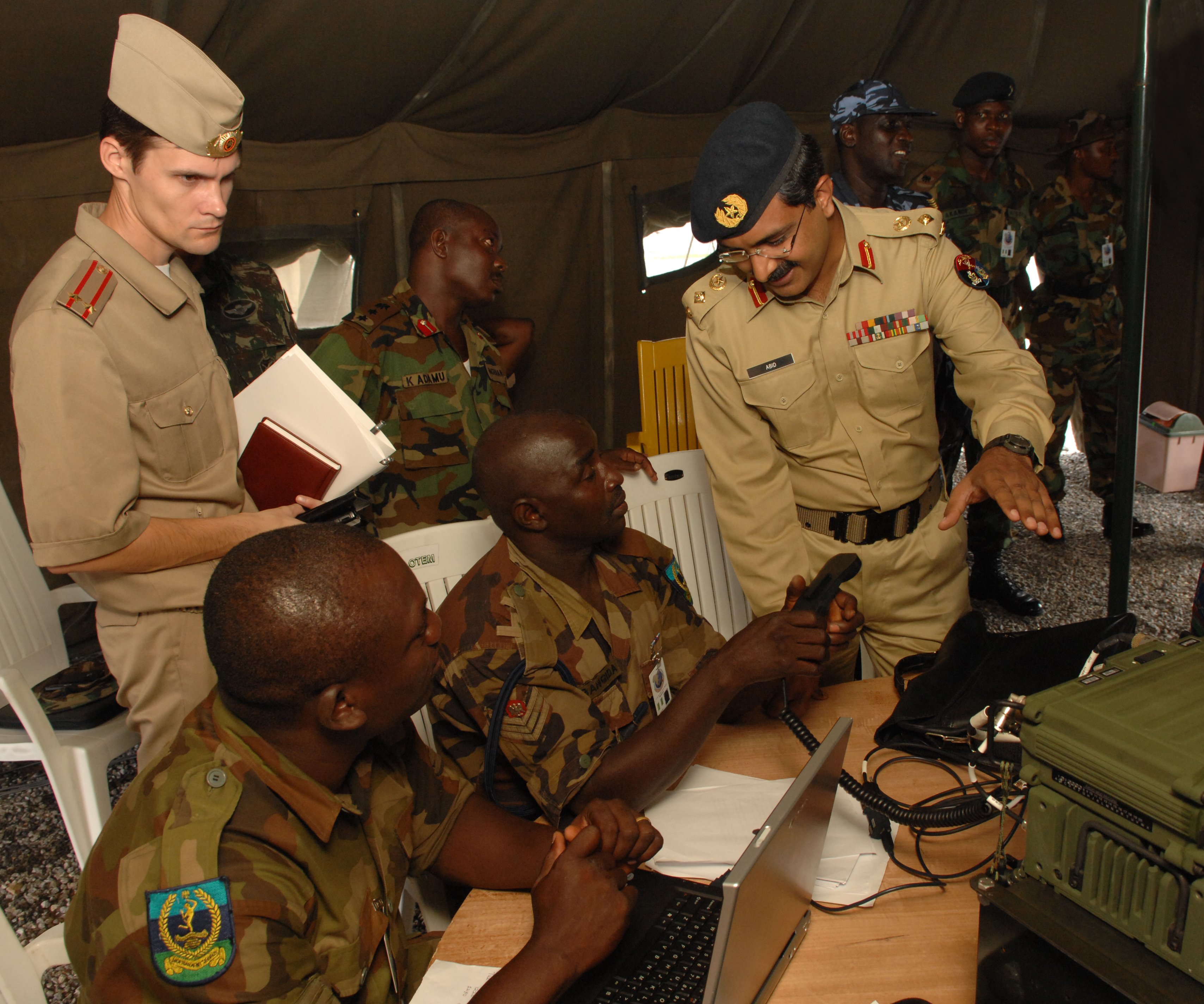
Офицеры России и Пакистана в Нигерии